# Lijst van coaches van het Papoea-Nieuw-Guinea voetbalelftal
Dit is een lijst van bondscoaches van het Voetbalelftal van Papoea-Nieuw-Guinea mannen.

## Bondscoaches
| Naam                 | Land van herkomst   | Begin periode    | Einde periode    | Prijzen | Opmerkingen/Wijze van vertrek    |
| -------------------- | ------------------- | ---------------- | ---------------- | ------- | -------------------------------- |
| Richard Tamari Nagai | Papoea-Nieuw-Guinea | 1 juli 1995      | 30 juni 1998     |         |                                  |
| Steve Cain           | Engeland            | 1 januari 2002   | 31 december 2002 |         |                                  |
| Ludwig Peka          | Papoea-Nieuw-Guinea | 1 januari 2003   | 1 juli 2004      |         |                                  |
| Mauro de Vecchis     | Italië              | 1 juli 2005      | 30 juni 2006     |         |                                  |
| Marcos Gusmao        | Brazilië            | 1 juli 2007      | 31 december 2009 |         |                                  |
| Joo-wan Jung         | Zuid-Korea          | 1 januari 2010   | 14 februari 2011 |         |                                  |
| Frank Farina         | Australië           | 15 februari 2011 | 28 november 2012 |         |                                  |
| Mike Keeney          | Verenigde Staten    | 8 juli 2013      | 31 december 2013 |         |                                  |
| Wynton Rufer         | Australië           | 20 mei 2014      | 22 november 2015 |         | Flemming Serritslev vervangt hem |
| Flemming Serritslev  | Denemarken          | 23 november 2015 | 1 januari 2018   |         |                                  |
| Bobby Morris         | Papoea-Nieuw-Guinea | 1 april 2019     | 8 december 2021  |         | Marcos Gusmao vervangt hem       |
| Marcos Gusmao        | Brazilië            | 9 december 2021  | 31 mei 2023      |         |                                  |
| Harrison Kamake      | Papoea-Nieuw-Guinea | 1 juni 2023      | 26 oktober 2023  |         | Warren Moon vervangt hem         |
| Warren Moon          | Australië           | 26 oktober 2023  |                  |         |                                  |

PNGFA · 
A-internationals · 
Vrouwenelftal van Papoea-Nieuw-Guinea
1969 – 1979 · 
1980 – 1989 · 
1990 – 1999 · 
2000 – 2009 · 
2010 – 2019 ·
2020 − 2029
Amerikaans-Samoa ·
Australië ·
Centraal-Afrikaanse Republiek ·
China ·
Cookeilanden ·
Fiji ·
Filipijnen ·
Indonesië ·
Iran ·
Liberia ·
Maleisië ·
Nieuw-Caledonië ·
Nieuw-Zeeland ·
Salomonseilanden ·
Samoa ·
Singapore ·
Sri Lanka ·
Tahiti ·
Thailand ·
Tonga ·
Vanuatu